# Чревна микрофлора
Чревна микрофлора се нарича съвкупността от всички микроорганизми, които обитават червата на човека и животните. Броят им достига до няколко милиарда в един кубичен сантиметър чревно съдържание.
Повечето от тези микроорганизми са симбионти – те се хранят с непълно разградените остатъци от храносмилането, а в замяна предоставят на макроорганизма витамини (например K и B12) и напълно разградени хранителни вещества. Някои биологични видове, като коня и заека, са напълно зависими от своята нормална чревна микрофлора. Без нейна помощ те не са в състояние да усвоят сложните захари (основно целулозата) от растенията, с които се хранят.
При лечение с антибиотици, те потискат всички микроорганизми, както патогенните, така и симбионтните. Затова антибиотиците винаги се комбинират с витамини и останалите зависими от нормалната микрофлора фактори.
Освен симбионтни, в състава на чревната микрофлора влизат и много условно патогенни видове. При нормални условия те не са в състояние да предизвикат заболяване. Но при компрометиране на имунитета на макроорганизма, те бурно се развиват и предизвикват заболяване.
Нормално чревната микрофлора населява основно дебелите черва. При редица случаи обаче е възможен рефлукс на чревно съдържание от дебелите към тънките черва, при което в тях попадат голям брой микроорганизми. За здрав организъм това не е опасно, но състоянието обикновено е свързано с подуване и чувство за дискомфорт в областта на корема, а понякога и с лека болка.
Когато човек консумира храни с високо съдържание на трудноусвоими захари, като зрял боб, цвекло, зеле и други, голям брой олигозахариди постъпват неразградени в дебелите черва. Те са отлична храна за чревната микрофлора, която бурно се развива и отделя големи количества газове. В някои случаи това е свързано с подуване на корема, леки болки и флатуленция.